# 1 of 1
1 of 1 es el nombre del segundo álbum de estudio del cantante panameño Sech. Fue lanzado al mercado bajo el sello discográfico Rich Music el 21 de mayo de 2020.

## Antecedentes
Para su promoción, inicialmente se lanzó el sencillo «Si te vas» junto al exponente Ozuna, este mismo también fue apoyado por artistas como J Balvin, Greeicy, Brytiago, Sebastián Yatra, entre otros.
El 16 de abril de 2020 se lanzó el extended play titulado A Side, cuyo proyecto ayudó al adelanto y promoción de lo que sería el próximo trabajo discográfico del artista, el mismo contiene los sencillos «Goteras», «Panama City», «Fé» y «Trofeo».

## Lanzamiento
El 21 de mayo de 2020 se lanzó la segunda producción del artista. En este álbum, están incluidas las participaciones de Daddy Yankee, Ozuna, Zion & Lennox, Nando Boom, entre otros. Fue producido por el panameño Dímelo Flow y explora ritmos como el reguetón, Hip hop, R&B, Dancehall y Trap.
Al momento del lanzamiento, el artista explicó su nerviosismo sobre este segundo álbum, comentando:

«La incertidumbre era tremenda. Estaba muy nervioso, pero el resultado está siendo mucho mejor de lo que imaginé. Estoy de fiesta. Estamos todos un poco así. Sin idea de qué hay más allá de lo que vemos, pero yo tengo confianza en que las cosas van a salir bien, sea como sea el futuro y a los fans no se les puede dejar solos. Aquí estamos pasando esto juntos. Acompañándonos» expresó el interprete.

Si hay algo que no le falta al artista es confianza, positivismo y solidaridad. Esto le viene de familia, reconoció.

«Mi papá y mi mamá siempre han creído en mí y en mis hermanos y han hecho por nosotros lo que han podido para ayudarnos. Considerando a dónde he llegado, es imposible no tener fe en el futuro. A las cuatro o cinco de la madrugada cuando terminaba de grabar, en unos sitios que no eran lo más seguro, porque no tenía dinero para algo mejor» expresando asi que su padre siempre estaba dispuesto a ayudarlo en su carrera.

## Recepción comercial
Al momento de su lanzamiento, el álbum se posicionó #1 en Panamá y Venezuela en la plataforma Apple Music, así como número 1 en iTunes Latin. A sus pocos días de ser lanzado, el álbum estuvo entre los 10 más populares en Costa Rica, Panamá, Venezuela, Bolivia, Guatemala, Honduras, Perú, España, Colombia, Ecuador, Belice, México, Nicaragua y Argentina. Además, fue el #51 más popular en Estados Unidos, en inglés y español.
El álbum cuenta con el sencillo «Relación», la canción estuvo entre las primeras 10 del Monitor Latino, que incluye a las canciones en español más populares. Otros de los sencillos fue «Confia» junto a Daddy Yankee, siendo esta la segunda vez en que colaboran en una canción juntos.

## Recepción crítica
El disco '1 of 1' fue bien recibido por la crítica, destacando así el álbum y convirtiéndolo en tendencia en diferentes países de Latinoamérica. El diario NY Times publicó:.

«Nadie hizo romance este año como el cantante panameño Sech» expresó NY Times.

Por otro lado, VIBE habló sobre el impacto que ha tenido la carrera de Sech en años recientes.

«El ascenso de Sech le devuelve el género a sus progenitores y destaca el legado sobre el que las nuevas generaciones continúan construyendo» expresó VIBE.

## Lista de canciones
| 1 of 1  |                                            |          |  |
| N.º     | Título                                     | Duración |  |
| 1.      | «Me olvidé»                                | 2:37     |  |
| 2.      | «Casino»                                   | 3:01     |  |
| 3.      | «Bentley» (con Myke Towers)                | 3:08     |  |
| 4.      | «Oficial» (con Arcángel, Gigolo & La Exce) | 3:17     |  |
| 5.      | «Portarse mal»                             | 3:06     |  |
| 6.      | «Fe»                                       | 2:52     |  |
| 7.      | «Confia» (con Daddy Yankee)                | 3:22     |  |
| 8.      | «En lo oscuro»                             | 2:21     |  |
| 9.      | «Relación»                                 | 3:04     |  |
| 10.     | «Dale» (con Lenny Tavárez)                 | 2:42     |  |
| 11.     | «Trofeo»                                   | 3:26     |  |
| 12.     | «Se va viral» (con Nando Boom)             | 2:29     |  |
| 13.     | «Tu y yo» (con Zion & Lennox)              | 3:46     |  |
| 14.     | «Goteras»                                  | 2:52     |  |
| 15.     | «Uni»                                      | 2:29     |  |
| 16.     | «Fabuloso» (con Justin Quiles)             | 3:20     |  |
| 17.     | «Arriba» (con Farruko)                     | 3:10     |  |
| 18.     | «Panamá city»                              | 2:46     |  |
| 19.     | «Dios te guarde» (con BCA)                 | 2:43     |  |
| 20.     | «Siempre»                                  | 3:09     |  |
| 21.     | «Si te vas» (con Ozuna)                    | 3:24     |  |
| 1:03:00 |                                            |          |  |